# Ouézy
Ouézy es una comuna francesa situada en el departamento de Calvados, en la región de Normandía.

## Demografía
| 189 | 191 | 193 | 195 | 197 | 199 | 236 |
| Para los censos de 1962 a 1999 la población legal corresponde a la población sin duplicidades (Fuente: INSEE [Consultar]) |     |     |     |     |     |     |